# Echinocereus grandis
Echinocereus grandis är en kaktusväxtart som beskrevs av Nathaniel Lord Britton och Joseph Nelson Rose. Echinocereus grandis ingår i släktet Echinocereus och familjen kaktusväxter. Inga underarter finns listade i Catalogue of Life.

## Bildgalleri

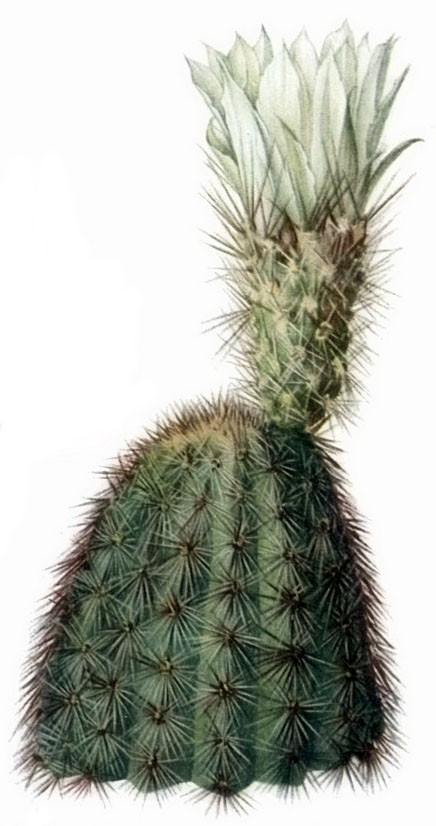
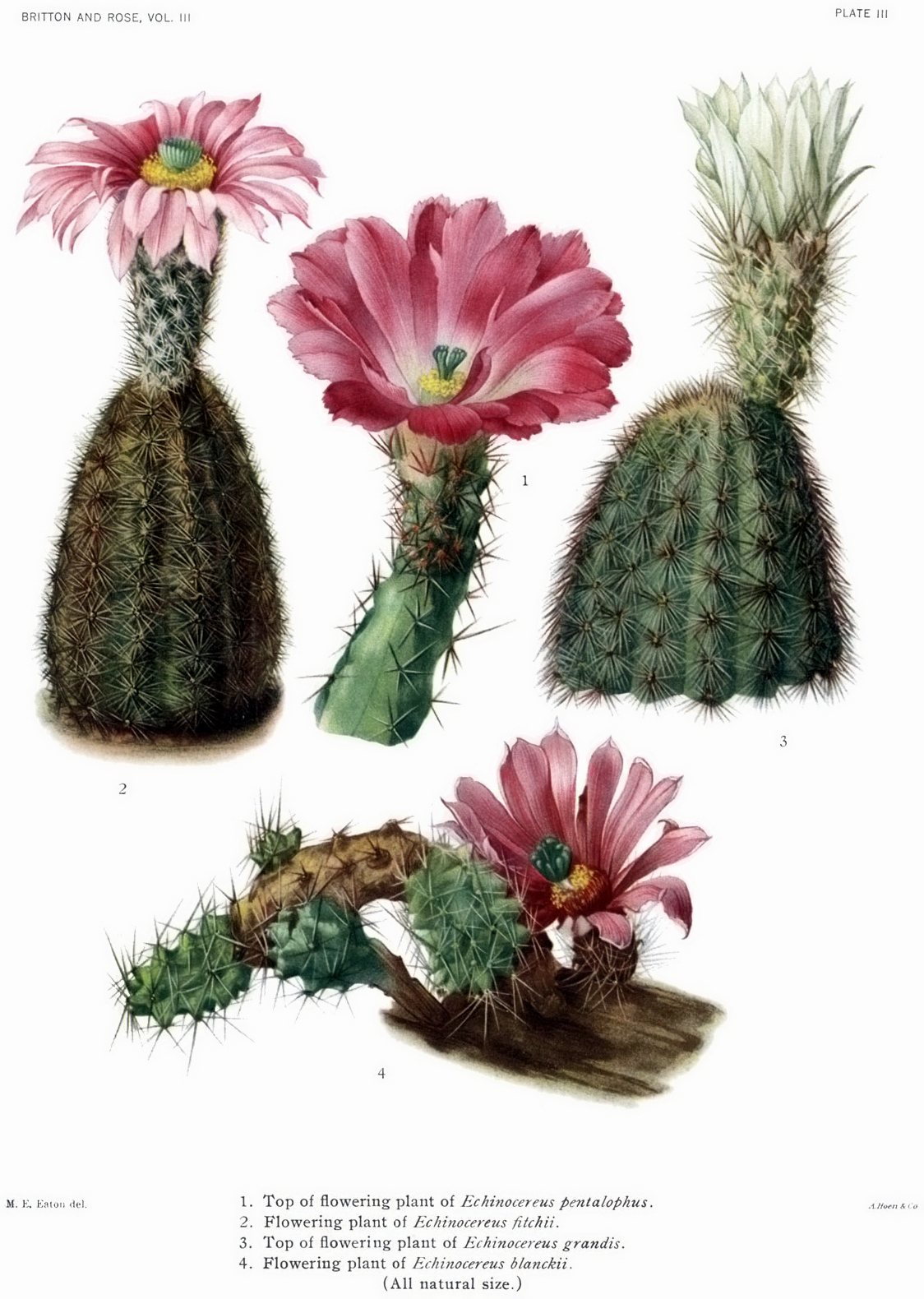